# Barney Gumble
Barney Gumble er en figur fra tegnefilmsuniverset The Simpsons.
Den konstant bøvsende Barney Gumble er kendt som Spingfield's alkoholiker. Han er næsten altid fuld og ses derfor sjældent ædru. Den sølle Barney har intet arbejde og tilbringer det meste af sin tid på Moe's Tavern, hvis han ikke sover sine branderter ud i sin rodede lejlighed. Homer Simpson er Barney's bedste ven, og de har været kammerater lige siden high school. Han var engang intelligent, men så fik Homer ham til at smage en Duff.
Derudover kan det nævnes at han i en episode vinder en filmkonkurrence for sin selvbiografi "Pukahontas", som naturligvis handlede om alkoholisme.
Desuden lider Barney af Delirium tremens, hvor han i sjældment tilfælde ser hullacinationer.
I et afsnit da Barney drak noget juice (som Homer ved et uheld, at tage stoffer i, for at hjælpe hans mors hippie venner ), fik Barney synet af et skræmmende væsen. Han bliv bange og drak noget øl, så da kom en lyserøde elefant ud af den blå luft og overmandet det skræmmende væsen.
I et andet afsnit, sider en menneskelig kanin (en hallucination) ved siden af ham og han sagde disse ord til Barney: Drik, ellers dør jeg!
I sin ungdom var Barney med i et band kaldet "The Be Sharps", sammen med Homer Simpson, Apu Nahasapeemapetilon og Seymour Skinner.

## Citater
- Tak pinky
- De slås mod hindanden, ligesom naturfilmene!
- Hjælp! Dagslys, få det væk!